# Nazionale femminile di hockey su prato dell'Austria
La nazionale di hockey su prato femminile dell'Austria è la squadra femminile di hockey su prato rappresentativa dell'Austria ed è posta sotto la giurisdizione della Österreichischer Hockey Verband.

## Partecipazioni

### Mondiali
- 1974 – 8º posto
- 1976 – 9º posto
- 1978 – non partecipa
- 1981 – 12º posto
- 1983 – non partecipa
- 1986 – non partecipa
- 1990 – non partecipa
- 1994 – non partecipa
- 1998 – non partecipa
- 2002 – non partecipa
- 2006 – non partecipa
- 2010 – non partecipa
- 2014 – non partecipa
- 2018 – non partecipa

### Olimpiadi
- 1980 – 5º posto
- 1984-2008 – non partecipa

### Champions Trophy
- 1987-2009 – non partecipa

### EuroHockey Nations Championship
- 1984 – 11º posto
- 1987 – 12º posto
- 1991 – 12º posto
- 1995-2007 – non partecipa